# 龍王城
龍王城（りゅうおうじょう）、または竜王城は、現在の長野県千曲市桑原にあたる、信濃国更級郡桑原の佐野地区にあった山城である。海抜768メートルの三方が急峻な山上にある要害で、城跡からは聖高原、川中島（善光寺平）が俯瞰できる。

## 歴史
山塊から南東に派生した尾根筋の末端に位置する。谷筋を数条挟んだ南西には佐野山城跡がある。
天正11年（1583年）9月、徳川家康の麾下となって深志城（松本城）を手中にし領土を回復した小笠原貞慶は筑北方面を固め、猿ヶ馬場峠を越えてこの城に迫った。守将の清野左衛門は、この時上杉景勝指揮のもと越後国新発田に出陣しており、留守部隊は40騎程の寡兵で父親の清野清寿軒が率いていた。清寿軒は長沼城に急報を走らせるとともに寡兵を見抜かれぬように多数の旗と偽兵で見せかける策略を用いて小笠原氏の率いる大軍を退けたとされる。
清野左衛門の後を助次郎長範が相続し、文禄3年（1594年）猿ヶ馬場峠の留守役を命ぜられ士卒250名を率いたとされる。